# Isabel Lucas

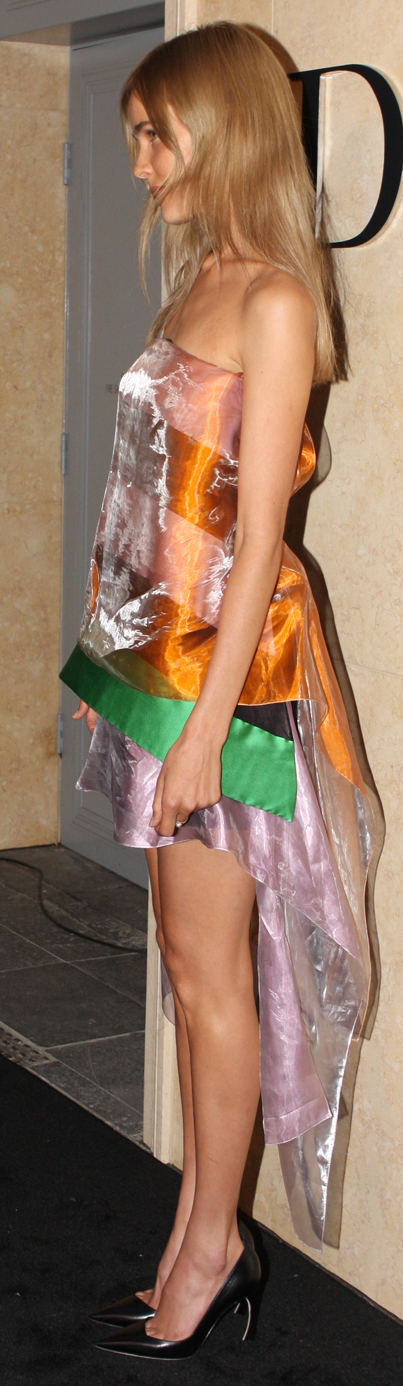
Isabel Lucas (2013)

Isabel Lucas (ur. 29 stycznia 1985 w Melbourne) – australijska aktorka, która wystąpiła m.in. w filmach Transformers: Zemsta upadłych i Daybreakers. Świt.

## Dzieciństwo
Lucas urodziła się w Melbourne, w stanie Wiktoria w Australii. Jako dziecko mieszkała w Cairns w Queensland oraz w Szwajcarii – skąd pochodzi jej matka. Posługuje się płynnie językiem angielskim, niemieckim i francuskim. Skończyła St Monica's College w Cairns.

## Kariera
Początkowo Lucas grała w popularnej australijskiej operze mydlanej Zatoka serc. Pojawiła się w filmie Transformers: Zemsta upadłych oraz Daybreakers. Świt. Wystąpiła też w popularnym serialu Pacyfik i w teledysku do piosenki „Give Me Love” Eda Sheerana w 2012 roku.

## Filmografia

### Filmy
| Rok  | Tytuł                                        | Rola           | Uwagi        |
| ---- | -------------------------------------------- | -------------- | ------------ |
| 2009 | Transformers: Zemsta upadłych                | Alice          |              |
| 2009 | Daybreakers. Świt                            | Alison Bromley |              |
| 2009 | The Waiting City                             | Scarlett       |              |
| 2009 | Zatoka delfinów                              | ona sama       | dokumentalny |
| 2010 | The Wedding Party                            | Anna Petrov    |              |
| 2011 | A Heartbeat Away                             | Mandy Riddick  |              |
| 2011 | Immortals. Bogowie i herosi                  | Athena         |              |
| 2012 | Czerwony świt                                | Erica Martin   |              |
| 2014 | Życie ponad stan                             | Pauline        |              |
| 2014 | That Sugar Film                              | ona sama       | dokumentalny |
| 2014 | The Loft                                     | Sarah Deakins  |              |
| 2014 | Źródło nadziei                               | Natalia        |              |
| 2014 | Engram                                       |                | krótkometr.  |
| 2015 | Rycerz pucharów                              | Isabel         |              |
| 2015 | Careful What You Wish For                    | Lena Harper    |              |
| 2016 | The 11th                                     | Sisse          |              |
| 2016 | Science Fiction Volume One: The Osiris Child | Gyp            |              |
| 2017 | That's Not Me                                | Zoe Cooper     |              |
| 2018 | Chasing Comets                               | Brooke         |              |
| 2018 | Shooting in Vain                             | Kali Stewart   |              |
| 2018 | Seryjny uwodziciel                           | Rose           |              |
| 2019 | In the Night                                 | Marie          | krótkometr.  |
| 2022 | Bosch & Rockit                               | Deb            |              |
| 2023 | Sons of Summer                               | Katie          |              |
| 2024 | Lunacy                                       | Silkworm       |              |

### Telewizja
| Rok       | Tytuł        | Rola          | Uwagi          |
| --------- | ------------ | ------------- | -------------- |
| 2003–2006 | Zatoka serc  | Tasha Andrews | w gł. obsadzie |
| 2010      | Pacyfik      | Gwen          | 1 odc.         |
| 2017      | Emerald City | Anna          | 9 odc.         |
| 2017–2018 | MacGyver     | Samantha Cage | w gł. obsadzie |